# Взрывчатые вещества Шпренгеля
Взрывчатые вещества Шпренгеля (англ. Sprengel explosives; нем. Sprengel-Sprengstoffe) — устоявшееся в отрасли производства и применения взрывчатых веществ наименование типа взрывчатых смесей со значительным содержанием жидких компонентов, приготовляемых непосредственно на месте употребления. Первоначальные составы были предложены и запатентованы Германом Шпренгелем в 1871 году. Они представляли простые смеси окислителя и горючего, новизна которых заключалась в том, что они приготавливались непосредственно на месте употребления, а взрыв инициировался капсюлем-детонатором. В качестве горючего указывались нитробензол, нитронафталин, пикриновая кислота, сероуглерод, нефтепродукты, а в качестве окислителей – хлорат калия, концентрированная (дымящая) азотная кислота и жидкая двуокись азота NO2.
Шпренгелем разработан ряд других составов ВВ (патенты Великобритании 5584, 5596 (1881); 1461 (1882); 5624, 5625 (1883)). 
Компоненты взрывчатых смесей Шпренгеля являются опасными и вредными веществами, но по отдельности не взрываются, благодаря чему их можно безопасно транспортировать и смешивать непосредственно в месте применения. Применялись в горном деле в конце 19-го века, были вытеснены более удобными и безопасными динамитами и другими взрывчатыми составами.

## Гельгофит
Гельгофит (нем. Hellhoffite). Назван по имени создателя Гельгофа. Состав: 28% мононитробензола, 72% азотной кислоты. Обычно готовой жидкой смесью насыщался кизельгур, что давало консистентное пластичное взрывчатое вещество. Объём газообразных продуктов взрыва 713 л/кг. Температура взрыва 3141 °C.
Уравнение химической реакции при взрыве:
C6H5NO2 + 5HNO3 = 6CO2 + 5H2O + 3N2
Преимуществами состава на период его разработки являлись высокие плотность и энергия взрыва, а также отсутствие твёрдых продуктов взрыва.
Гельгофит и его разновидность гур-гельгофит (гургельгофит), получаемая насыщением  кизельгура жидкой взрывчатой смесью, широко применялись в США, Италии и Франции. В конце 19-го века американскими инженерами гельгофит применялся в больших масштабах при строительстве крупных железнодорожных сетей в России (Транссибирская магистраль) и Китае.

## Оксонит
Оксонит (нем. Oxonite), состав: 58% пикриновой кислоты, 42% азотной кислоты. Объём газообразных продуктов взрыва 659 л/кг. Температура взрыва 3284 °C.
Уравнение химической реакции при взрыве:
5C6H2(NO2)3OH + 13HNO3 = 30CO2 + 14H2O + 14N2

## Другие составы
Количество разработанных и применявшихся взрывчатых составов типа ВВ Шпренгеля велико, наиболее известны панкластит, Прометей (взрывчатый состав), Рэкарок, Взрывчатый состав Кирсанова, Взрывчатый состав Филдера.